# 北七家镇
北七家镇是中国北京市昌平区下辖的一个镇，为昌平新城重点镇、全国小城镇试点镇。规划为北京北部商业物流中心。北京未来科学城的南区位于北七家镇境内。特产京白梨。
北清路、定泗路、立汤路过境。

## 历史沿革
1956年设北七家乡，1958年前后曾属红旗公社、小汤山公社，后属中越友好公社，1962年析设北七家公社，1982年复置乡。

## 行政区划
北七家镇下辖以下村级单位：
燕城苑社区、王府公寓社区、望都家园社区、温泉花园社区A区社区、温泉花园社区B区社区、西湖新村社区、名佳花园社区、名流花园社区、蓬莱公寓社区、北亚花园社区、王府花园社区、八仙别墅社区、桃园公寓社区、冠雅苑社区、宏福苑社区、美树假日嘉园社区、沟自头村、北七家村、岭上村、鲁疃村、东二旗村、羊各庄村、八仙庄村、曹碾村、白庙村、东三旗村、平西府村、平坊村、西沙各庄村、郑各庄村、东沙各庄村、燕丹村、歇甲庄村、南七家庄村和海鶄落村。